# 拉法布里卡
拉法布里卡（西班牙語：La Fábrica，意为“工厂”），是西班牙足球甲级联赛球队皇家马德里足球俱乐部的青训营。

## 著名青训球员
以下列舉出身於拉法布里卡，且曾代表其国家队出场或长期为顶级联赛球会效力的球员。
| - 恩里克·马特奥斯（Enrique Mateos） - 何塞·玛丽亚·比达尔（José María Vidal） - 费尔南多·塞雷纳（Fernando Serena） - 曼努埃尔·贝拉斯克斯（Manuel Velázquez） - 拉蒙·格罗索（Ramón Grosso） - 马里亚诺·加西亚·雷蒙（Mariano García Remón） - 里卡多·加列戈（Ricardo Gallego） - 米歇尔 - 马诺洛·桑奇斯 - 埃米利奥·布特拉格诺 - 拉法埃尔·马丁·巴斯克斯（Rafael Martín Vázquez） - 圣地亚哥·卡尼萨雷斯 - 阿方索·佩雷斯 - 古蒂 - 维克托·桑切斯 - 弗朗西斯科·帕文（Francisco Pavón） - 伊克尔·卡西利亚斯 - 劳尔 - 哈维尔·波尔蒂略 - 博尔哈·巴莱罗 - 埃斯特万·格拉内罗 - 安东尼奥·阿丹 - 阿尔瓦罗·多明格斯 - 纳乔 - 巴勃罗·萨拉维亚 - 丹尼尔·帕雷霍 - 丹尼·卡瓦哈尔 - 阿尔瓦罗·莫拉塔 - 何塞·玛丽亚·萨拉加（José María Zárraga） - 胡安·桑蒂斯特万（Juan Santisteban） - 格雷戈里奥·贝尼托（Gregorio Benito） - 比森特·德尔博斯克 - 何塞·安东尼奥·卡马乔 - 琴多（Chendo） - 米格尔·帕尔德萨（Miguel Pardeza） - 伊斯梅尔·乌尔赛斯（Ismael Urzaiz） - 阿尔韦托·里韦拉（Alberto Rivera） - 路易斯·加西亚 - 何塞·曼努埃尔·胡拉多 - 哈维·加西亚 - 劳尔·布拉沃 - 胡安弗兰 - 迭戈·洛佩斯 - 罗伯托·索尔达多 - 基科·卡西利亚 - 阿尔瓦罗·阿韦洛亚 - 何塞·卡列洪 - 胡安·马塔 - 赫塞 - 卢卡斯·巴斯克斯 - 罗德里戈 - 萨缪埃尔·埃托奥 - 埃斯特万·坎比亚索 - 丹尼斯·切里谢夫 - 阿什拉夫·哈基米（Achraf Hakimi） - 马里亚诺·迪亚斯（Mariano Díaz） |

- 粗体字 代表目前仍在为皇家马德里足球俱乐部效力的球员。